# Acide (film, 2018)
Pour les articles homonymes, voir Acide (homonymie).
Pour plus de détails, voir Fiche technique et Distribution.
Acide (Кислота, Kislota) est un film russe réalisé par Alexandre Gortchiline, sorti en 2018.

## Fiche technique
- Titre original : Кислота, Kislota
- Titre français : Acide[1],[2]
- Réalisation : Alexandre Gortchiline
- Pays d'origine : Russie
- Format : Couleurs - 35 mm
- Genre : drame
- Durée : 97 minutes
- Date de sortie :
  - Russie : 4 octobre 2018
  - France : 6 juin 2022

## Distribution
- Filipp Avdeev : Sacha
- Alexander Kuznetsov : Petia
- Arina Chevtsova : Karina
- Savva Saveliev : Vasilisk
- Alexandra Rebenok : la mère de Sacha
- Rosa Khairoullina : la grand-mère de Sacha
- Dmitry Kulichkov : le beau-père de Karina
- Elena Morozova : la mère de Petia

## Distinctions

### Récompense
- Festival GoEast 2019 : Lily d'or du meilleur film[3].

### Sélections
- Kinotavr 2018 : sélection en compétition premiers films
- Berlinale 2019 : sélection en section Panorama.